# Sushiman

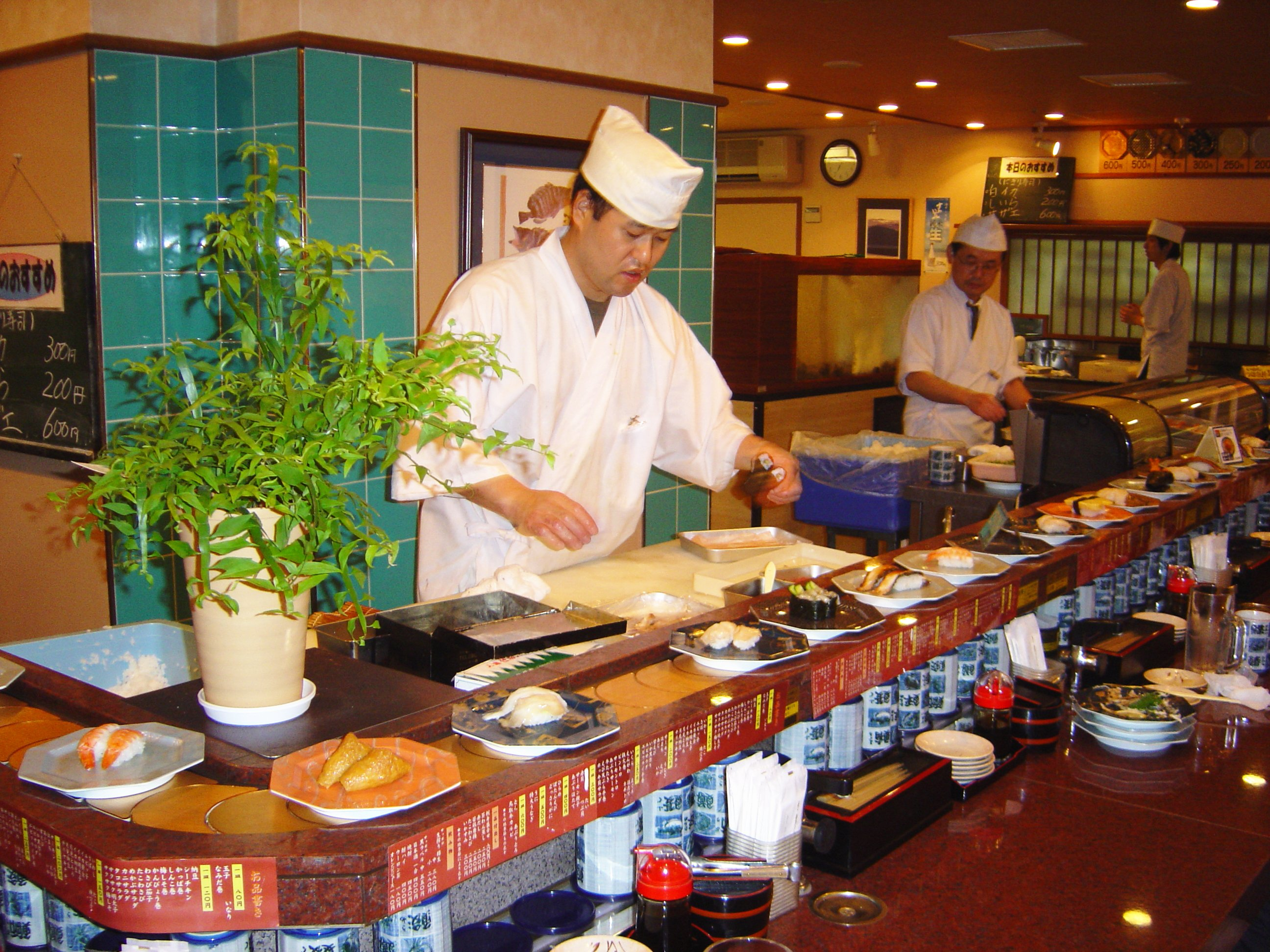
Sushiman preparando sushis.

Sushiman é o profissional da gastronomia especializado nas técnicas de preparo de pratos de sushi, sashimi e outros pratos tradicionais da culinária japonesa (Porém a forma mais correta seria: Itamae-san (板前, chef, cozinheiro), que em tradução literal do termo seria:  ”à frente da tábua”, referindo-se a “tábua de corte” ou de forma não literal chef de sushi). Geralmente é identificado com um quimono branco e uma faixa na cabeça. O sushiman tradicional, normalmente, apresenta um pequeno espetáculo com suas técnicas enquanto prepara os pratos.
Tradicionalmente, dizem que os sushi preparados por mulheres são de qualidade inferior pois a temperatura corporal feminina varia por causa da alteração hormonal, e tiraria o sabor do peixe. Mas isso não passa de mito, uma vez que há também sushiwomen de qualidade no Japão.
Dave Lowry, em seu livro:  “The Connoisseur’ s Guide to Sushi: Everything You Need to Know About Sushi”, descreve 4 critérios para julgar um bom Itamae San:
- Como ele lida com os alimentos;
- Como ele lida com seus utensílios (basicamente suas facas);
- Como ele trata os seus clientes;
- Como ele se comporta, movimenta e trabalha.[2]